# Vogelsberg
Vogelsberg er en gruppe lave bjerge i det centrale Tyskland, omtrent midt i Hessen. De opstod som følge af vulkansk aktivitet og er skilt fra Rhönbjergene af Fuldas floddal. 
Bjergene blev dannet for ca. 19 millioner år siden og er Tysklands eneste skjoldvulkan og den største basaltformation i Central-Europa. 
De højeste toppe i Vogelsberg er Taufstein, 773 m, og Hoherodskopf, 763 m, begge i den lukkede nationalpark Hoher Vogelsberg naturreservat.
I de senere år er europæisk Los vendt tilbage til området. 
50°32′N 9°14′Ø / 50.533°N 9.233°Ø